# 466 (số)
466 (bốn trăm sáu mươi sáu) là một số tự nhiên ngay sau 465 và ngay trước 467.